# Carlo Gesualdo

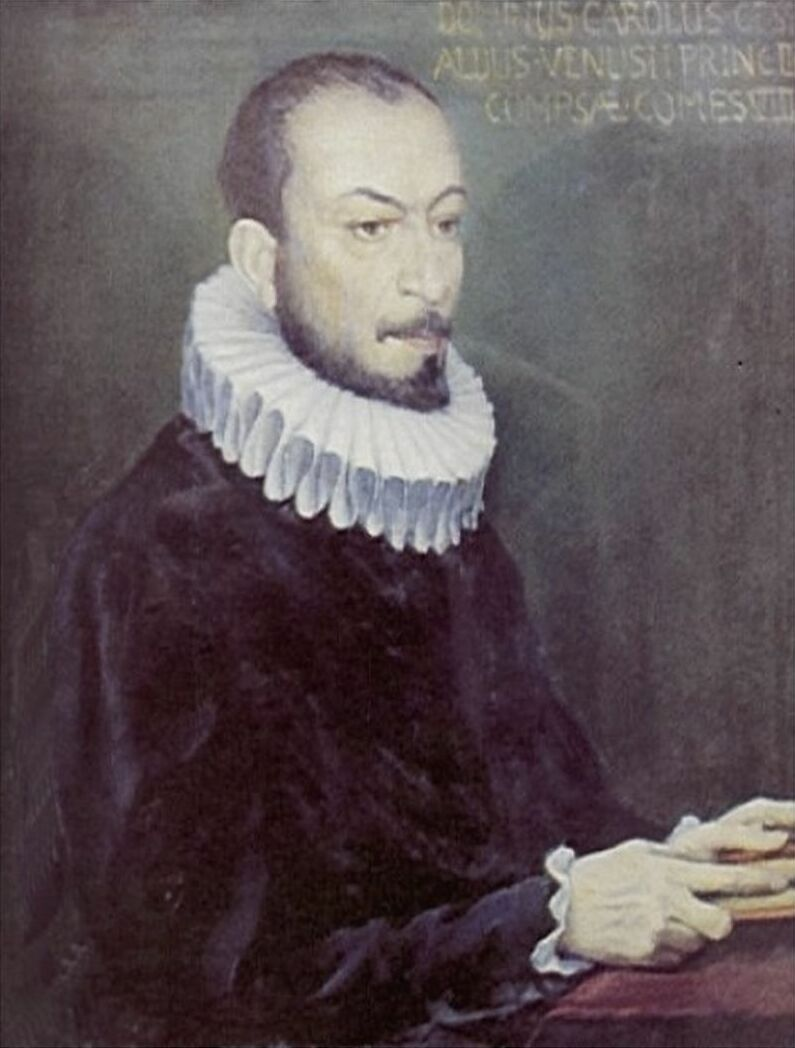
Carlo Gesualdo

Carlo Gesualdo, Gesualdo, Gesualdo da Venosa, född troligen 8 mars 1566, död 8 september 1613, var en italiensk kompositör. Modern var brorsdotter till Pius IV, en farbror var Carlo Borromeo. Själv var han furste av Venosa och kallas därför också don Carlo Gesualdo, principe di Venosa ('herr Carlo Gesualdo, furste av Venosa').
Han var en av de främsta madrigaltonsättarna och brukar räknas som en av de främsta exponenterna för manierismen i musiken. Hans musikaliska begåvning har dock fått tävla om uppmärksamheten med hans dramatiska leverne, främst genom hedersmordet på hustrun och hennes älskare.
Mest kända madrigal: Moro Lasso.
Mest kända sakrala verk: Responsori per il Sabato Santo

## Film
- Tod für fünf Stimmen ("Död för fem röster", 1995) av Werner Herzog är en blandning av dokumentär, biografi och musikfilm för TV.